# Batalla de Cnido
La batalla de Cnido (394 a. C.) fue una operación conjunta de Persia y Atenas contra la flota de Esparta que tuvo lugar junto a Cnido durante la guerra de Corinto. La flota persa, dirigida por el almirante ateniense Conón, destruyó completamente a la flota espartana dirigida por el general Pisandro, que carecía de experiencia en operaciones navales. La batalla acabó con el intento espartano de conseguir la supremacía naval.
El resultado de la batalla supuso un impulso muy significativo a la coalición de estados en contra de Esparta que buscaba acabar con su hegemonía en el curso de la guerra de Corinto.

## Preludio
En 394 a. C., el rey Agesilao II de Esparta y su ejército fueron llamados para que volviesen desde Jonia al continente griego para ayudar en la guerra de Corinto. La flota espartana, bajo el mando de Pisandro, también comenzó el regreso a Grecia desde su puesto en Cnido.
Mientras tanto, la flota persa, comandada conjuntamente por Conón y el sátrapa persa Farnabazo II, salió de Quersoneso para oponerse a los espartanos. Las flotas se encontraron cerca de Cnido.

## La batalla
Las fuentes son vagas a la hora de relatar lo ocurrido en la misma batalla. Parece ser que la flota espartana se encontró con naves de la avanzadilla de la flota persa y que se enfrentaron a ellas con cierto éxito. Más tarde el cuerpo principal de la flota persa llegó al lugar de la batalla, y puso a los espartanos en fuga, forzándoles a llevar a la costa muchos de sus barcos.
Los espartanos perdieron toda su flota, con muchas bajas. Los persas capturaron 50 trirremes espartanos. Pisandro murió mientras luchaba en la defensa de su nave.

## Eventos posteriores
La batalla acabó con el intento espartano de crear un imperio naval. Esparta no volvió a intentar grandes proyectos militares en el mar, y en pocos años Atenas retomó su lugar como principal poder naval griego.
Después de la victoria, Conón llevó a la flota a Atenas, lugar en el que supervisó la reconstrucción de los Muros Largos, que habían sido destruidos al terminar la guerra de Decelia, la fase final de la guerra del Peloponeso.
Con Esparta fuera de la escena, Persia restableció su dominio sobre Jonia y diversas partes del Egeo. La Paz de Antálcidas, en 387 a. C., cedió oficialmente el control de esas áreas a Persia que continuaría controlándolas hasta la llegada de Alejandro Magno medio siglo después.